# Артикс (Атлантски Пиринеји)
Артикс (фр. Artix) насеље је и општина у југозападној Француској у региону Аквитанија, у департману Атлантски Пиринеји која припада префектури По.
По подацима из 2011. године у општини је живело 3529 становника, а густина насељености је износила 387,38 становника/km². Општина се простире на површини од 9 km². Налази се на средњој надморској висини од 143 метара (максималној 141 m, а минималној 96 m).

## Демографија
| 1962. | 1968. | 1975. | 1982. | 1990. | 1999. | 2011. |
| ----- | ----- | ----- | ----- | ----- | ----- | ----- |
| 2.207 | 2.932 | 3.161 | 3.332 | 2.038 | 3.122 | 3.529 |

График промене броја становника у току последњих година